# Сан-Микеле-а-Рипа
Оспиций Святого Михаила на Большом берегу (итал. Ospizio di San Michele a Ripa Grande, Ospizio Apostolico di San Michele) — оспиций, или оспедале (госпиталь, приют) Святого Михаила в Риме, представленный рядом зданий в южной части района Трастевере на правом берегу Тибра и простирающийся от берега Понте Сублисио почти на 500 метров. Слово «рипа» (итал. ripa) означает край обрыва, крутой берег. Оспиций расположен против района на другой стороне реки Тибр, южнее Алтаря мира Августа, известного в прошлом как Порто-ди-Рипетта («Маленький порт»).

## История
Здания Оспиция Святого Михаила были построены в XVII и XVIII веках и служили различным целям, включая приют для сирот, хоспис для брошенных стариков и тюрьмы для несовершеннолетних и женщин. В 1679 году племянник нового папы Иннокентия XI, монсеньор Карло Томмазо Одескальки, поручил архитектору Маттиа де Росси спроектировать и в течение пяти лет построить здание для размещения и обучения детей-сирот изготовлению тканых ковров и шпалер.

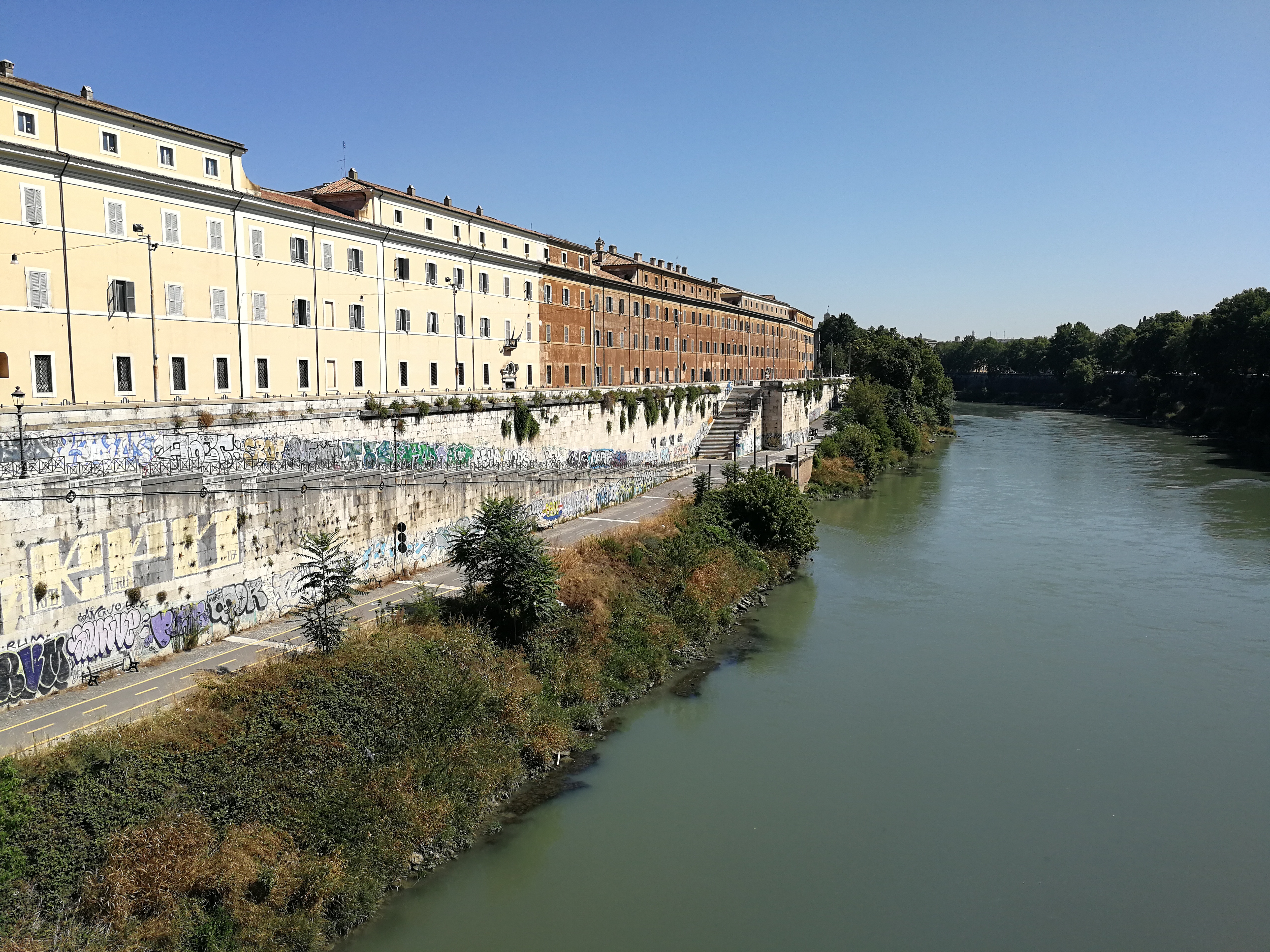
Вид с реки Тибр

К этому зданию в 1693 году были добавлены «Приют бедных инвалидов» (Ospizio dei Poveri Inabilito), а в 1709 году папа Климент XI поручил архитектору Карло Фонтане ещё более расширить комплекс и перевести сюда пожилых жителей из «Приюта нищих» (Ospedale dei Mendicanti). Позже к зданию были пристроены тюрьма для несовершеннолетних и художественная школа. В 1735 году папа Климент XII поручил архитектору Фердинандо Фуге спроектировать женскую тюрьму и казармы для таможенников.
К Оспицию примыкает Большая церковь (Chiesa Grande), известная как церковь Святого Сальватора инвалидов (San Salvatore degli Invalidi); построена по проекту (1706) Карло Фонтаны, но строительство было завершено только в 1834 году Луиджи Полетти. В церкви есть эдикула со статуей Спасителя работы Адамо Тадолини. Меньшая старинная церковь Санта-Мария-дель-Буон-Виаджо, на юго-восточной оконечности комплекса, была посвящена морякам, которые отправлялись отсюда в путешествие по Тибру. Первоначально церковь включала часть городских стен.
Оспиций действовал как благотворительное учреждение в начале XIX века. Фабрика по производству шпалер (Arazzeria Albani), просуществовала на протяжении столетий до 1910 года. После объединения Италии собственность учреждения была передана муниципалитету Рима. Здания пришли в упадок. Во время Второй мировой войны они использовались в качестве казарм как немецкими, так и союзными армиями. В 1969 году комплекс был выкуплен государством, и там разместились офисы Mинистерства культуры. Ныне в комплексе находится Министерство культурного наследия и окружающей среды, которое использует большие помещения, когда-то принадлежавшие фабрике шпалер, для реставрации произведений искусства.